# 물우녀섬
물우녀섬은 경기도 안산시 단원구 풍도동에 위치한 섬으로, 육도에서 남동쪽으로 3.5km 정도 떨어진 무인도이다. 최대 고도는 10m이며, 총 면적은 0.5km2이다. 오히려 소재지보다는 충청남도 당진시에 더 가까이 있다.

## 지명 유래
배가 다니는 물길 위에 솟아있는 바위섬(여→녀)이라는 데서 유래되었다.